# Egidemia gracilis
Egidemia gracilis är en insektsart som beskrevs av Schröder 1972. Egidemia gracilis ingår i släktet Egidemia och familjen dvärgstritar. Inga underarter finns listade i Catalogue of Life.